# Kopanina (Miedary)
Kopanina (niem. Koppanina bądź Kopanina) – część wsi Miedary, w gminie Zbrosławice, powiecie tarnogórskim i województwie śląskim.
Po raz pierwszy wzmiankowana w XVIII wieku, jako wioska z jednym folwarkiem i czterema rodzinami zagrodników. Sto lat później Kopanina liczyła już 69 mieszkańców.
Obszar dworski Kopanina powstał 1 lipca 1904 z części obszaru dworskiego Miedary i w 1910 roku liczył 98 mieszkańców.
Znajduje się tu wzniesiony w 1889 r. neobarokowy pałac.